# Washingtoni Egyetem
A Washingtoni Egyetem (becenevén UW, Washington vagy U-Dub) állami fenntartású felsőoktatási intézmény az Amerikai Egyesült Államok északnyugati részén, a Washington állambeli Seattle-ben. A seattle-i fő kampusz mellett Tacomában és Bothellben is folyik oktatás. Az egyetemet 1861-ben alapították, és 2018-ban a világ tizennegyedik legjobbjaként rangsorolták.

## Története

### Megalapítása
1854-ben Isaac Stevens kormányzó javasolta, hogy alapítsanak egyetemet Washington Territórium területén. Több seattle-i lakos (például Daniel Bagley metodista prédikátor) is úgy gondolta, hogy egy leendő intézmény jelentősen növelné a város tekintélyét. Arthur A. Denny, a város egyik alapítója el kívánta érni, hogy a megyeszékhelyi rangot Olympia helyett Seattle kapja meg, azonban Bagley meggyőzte, hogy az iskola nagyobb hatással lenne a gazdaságra. Először két egyetemet terveztek, azonban végül egyetlen, Lewis megyében alapítandó iskoláról döntöttek. Denny 1858-ban elérte, hogy Seattle a lehetséges helyszínek közé kerüljön.
Az egyetem számára négy hektárra volt szükség: Denny és felesége; Edward Lander; valamint Charlie és Mary Terry is adományoztak területet. Az 1861. november 4-én Washingtoni Territóriumi Egyetem néven megnyílt intézmény építésze John Pike, a Pike utca névadója volt. Az igazgatótanács 1862-ben jött létre. Az iskola háromszor is bezárt: 1863-ban az alacsony hallgatói létszám, 1867-ben és 1876-ban pedig anyagi problémák miatt. Az első diplomát 1876-ban állították ki Clara Antoinette McCarty Wilt számára.

### Áthelyezés
Washington 1889-ben lett az Egyesült Államok része; addigra a hallgatói létszám 30-ról 300-ra emelkedett. A növekvő igények miatt az egyetem elköltöztetése mellett döntöttek; az Edmond S. Meany által vezetett bizottság a Union-öbölt jelölte meg alkalmas helyszínnek. A kampusz 1911. április 28-án a Denny épületbe költözött. Az igazgatótanács nem tudta eladni a régi campust, így annak bérbeadásáról döntöttek. A terület később az egyetem legértékesebb területe lett. Az 1908-ban lebontott épület helyén ma egy szálloda található.
Edmond S. Meany és kollégája az eredeti épület 7,3 méter magas ión oszlopainak (Hűség, Ipar, Hit, Hatékonyság; angolul Loyalty, Industry, Faith és Efficiency; rövidítésük „LIFE”, angolul „élet”) megmentéséről döntöttek, amelyek ma a Sylvan Grove Színházban találhatóak meg.

### Bővítés
Az Alaszka–Yukon–Csendes-óceáni Világkiállítás helyszíne az egyetem campusa volt; a terület használatáért cserében a szervezők részt vállaltak az intézmény fejlesztésében. A John Charles Olmsted által kialakított terv számos új épületet is tartalmazott.
A világháborúk során több épületet is a szövetségi kormány hasznosított, azonban a harcok utáni időben jelentősen megnőtt a hallgatók száma. A két világháború között az intézményben jelentős bővítéseket végeztek.
1942-ben a japánokat internálták, így számos hallgatónak meg kellett szakítania tanulmányait. Lee Paul Sieg rektor aktívan részt vett a hallgatóknak a nyugati partról való áthelyezésében azért, hogy elkerülhessék a kitelepítést. Az internált hallgatókról a 2008. május 18-án tartott eseményen emlékeztek meg.
1958 és 1973 között a „baby-boom generációnak” köszönhetően a hallgatók száma 34 ezer fő fölé emelkedett. Az időszakban számos, a vietnámi háborút ellenző tüntetést tartottak; ezekre válaszul az egyetemi biztonsági osztály rendőrkapitánysággá alakult át. Egyes szenátorok (például Henry M. Jackson és Warren G. Magnuson) lobbitevékenységének, valamint a techcégek (például Microsoft, Boeing és Amazon.com) megjelenésének köszönhetően a hallgatók elhelyezkedési lehetőségei és az egyetem anyagi forrásai is gyarapodtak.

### A 21. században
A bothelli és tacomai kampuszok 1990-ben nyíltak meg. Az eredetileg kétéves, ráépülő szakokat nyújtó intézmények ma négyéves képzéseket indítanak. A Link light rail helyi megállóját 2016-ban adták át.

## Kampusz

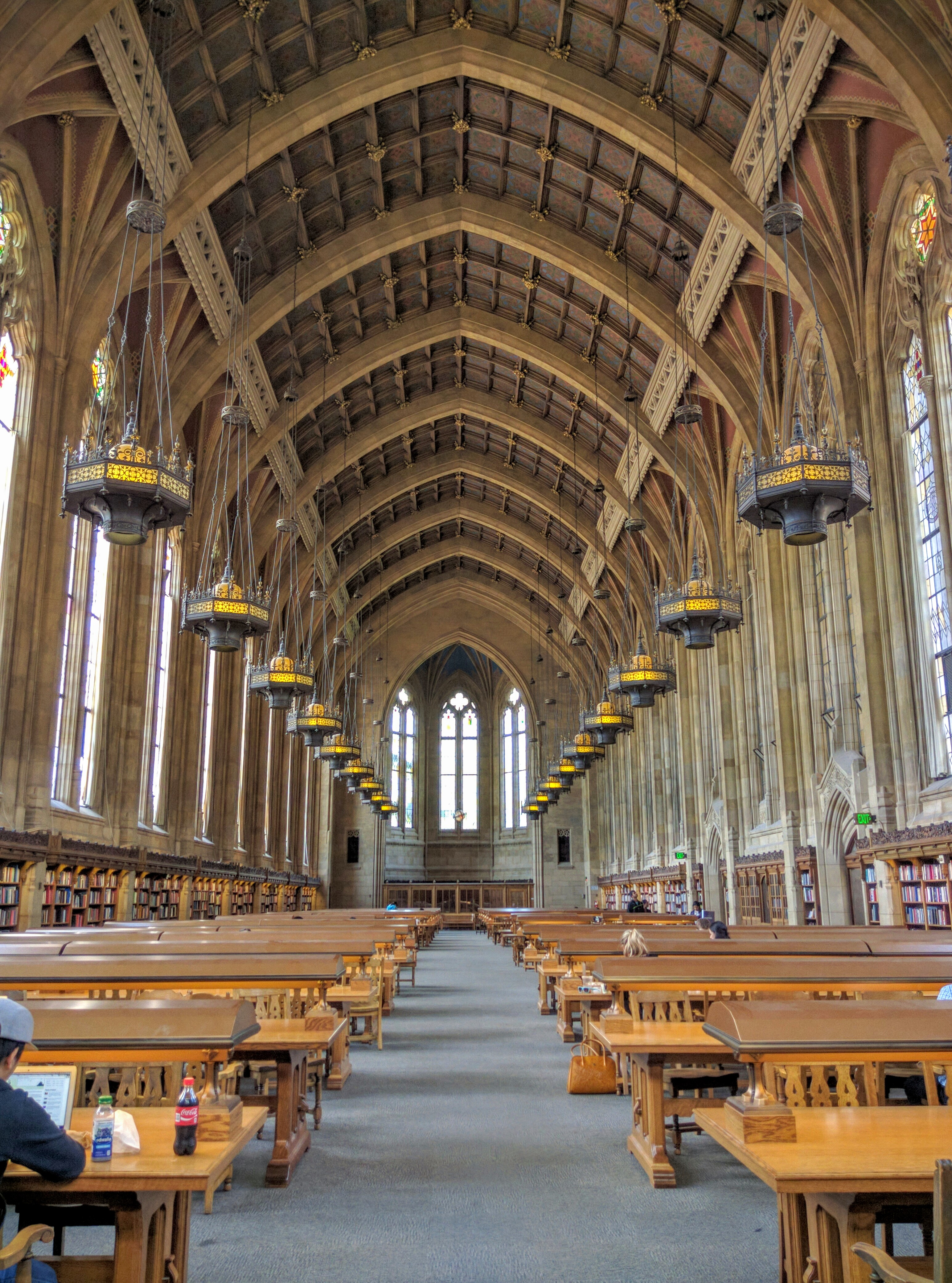
A Suzzallo Könyvtár olvasóterme

### Északi kampusz
A Vörös tértől északra fekvő campus átalakítására 2014-ben többlépcsős tervet fogadtak el. A Burke Természettörténeti és Kulturális Múzeumban egy 66 millió éves dinoszauruszkoponyát állítottak ki.

### Déli kampusz
A Pacific utca és a Washington-tavi hajócsatorna között fekvő campuson egykor az egyetemi golfpálya volt megtalálható; a területen ma az orvostudományi iskola fekszik.

### Keleti kampusz
A Montlake sugárút és Seattle Laurelhurst városrésze között elterülő campuson található a Paul Allenről elnevezett számítástudományi iskola.

### Nyugati kampusz
A 15. sugárút és az északnyugati 41. utca között húzódó, modernista épületekből álló campuson kollégiumok találhatóak.

## Szervezeti felépítés

### Irányítás
Ana Mari Cauce rektort 2015. októberében iktatták be hivatalába; Cauce korábban ideiglenes rektor volt, mivel 2015. február 3-án bejelentették, hogy Michael K. Young egy másik intézménybe távozik. Az egyetem irányításáért a tíztagú igazgatótanács felel.

### Fenntarthatóság
2006 februárjában az egyetem és a seattle-i áramszolgáltató megállapodott, hogy a campus energiaszükségletét megújuló forrásokból biztosítják. 2010-ben Mark Emmert aláírta az amerikai felsőoktatási intézmények klímaegyezményét. Az egyetem klímaügyi akciócsoportot, valamint tanácsadó bizottságot hozott létre, továbbá a campus fenntarthatóságával kapcsolatos irányelveket fogadott el.
A kollégiumokért és menzákért felelős osztály igyekszik lebomló evőeszközöket, étkészleteket és poharakat használni. Az egyetem 2008-ban a fenntarthatóságot felmérő intézet legmagasabb értékelését kapta.

## Oktatás

### Rangsorok
A Greenes’ Guidesban az egyetem 2001 óta a „Public Ivy” kategóriában szerepel, amelyben a borostyánligás magánegyetemekkel megegyező minőségű oktatást nyújtó intézményeket tartják számon. A UW az Amerikai Egyetemek Szövetségének tagja. 2012-ben az iskolának 136 Fulbright-, 35 Rhodes-, hét Marshall- és négy Gates Cambridge-ösztöndíjas hallgatója volt. 2017-ben az országban itt volt a második legmagasabb a Fulbright-programban részt vevő hallgatók aránya.
Az egyetemet az Academic Ranking of World Universities a világ húsz legjobbja között tartja nyilván; 2020-ban az 1000 értékelt intézmény közül a 16. helyezést érte el. 2021-ben a Times Higher Education World University Rankings az intézményt 1526-ból a 29., a QS World University Rankings pedig 1186-ból a 72. helyre sorolta.
A U.S. News & World Report rangsoraiban az egyetem 2021-ben világszinten 1500-ból a 8., az alapképzés a 389 USA-beli egyetem közül az 58., míg a 209 állami fenntartású intézmény közül a 19. helyezést érte el.
A SCImago Institutions Rankings az iskolát 2021-ben 4126-ból a 11., a tudományos publikációk arányát figyelő Leiden Ranking pedig 2020-ban a 20. helyre sorolta.
A Washington Monthly 389 országos intézményt szerepeltető rangsorában a UW a 16. helyet foglalja el.

### Felvételi eljárás
Az egyetem a Princeton Review és a U.S. News & World Report adatai szerint is nagy mértékben szelektál a felvételizők között. 2020 őszén a jelentkezők 55,7%-át vették fel; a gólyák SAT felvételi tesztjének interkvartilis tartománya a maximum 1600 pontból 1240-től 1440 pontig (szövegértés esetén 600–700, matematika esetén 620–770), míg az ACT teszt tartománya 27 és 33 között volt (a maximum 36 pontból). A diákok középiskolai tanulmányi átlagának középső 50%-a 3,72 és 3,95 között volt (a maximum érték 4).
Az egyes képzésekre az egyetemen belül külön felvételi eljárással lehet bejutni; ilyenkor a tanulmányi átlag mellett a tanórákon kívüli tevékenységet és az ajánlólevelet is figyelmet veszik.

### Kutatás
Az egyetem kutatási költségvetése az USA öt legmagasabbika között van; 2012-ben elérte az egymilliárd dollárt, az adományok mértéke 2016-ban pedig a hárommilliárdot. Az állami fenntartású egyetemek közül az UW kapja a legmagasabb, az összes egyetem közül pedig a második legmagasabb szövetségi kutatási támogatást.
A 2006-ban indult Husky Promise program célja, hogy a szegényebb körülmények közül érkezők (ahol a család bevételei nem érik el az állami medián 65%-át, vagy a szövetségi létminimum 235%-át) is részt vehessenek a felsőoktatásban. Az előrejelzések szerint az alapképzésben részt vevők akár harmada is a program segítségével juthat be a felsőoktatásba. Mark Emmert rektor szerint „az elitizmus nincs a génjeinkben”. A felvételi eljárás során újabban a középiskolai eredményeket nem a globális átlagokhoz viszonyítják, hanem figyelembe veszik, hogy a jelentkező mely középfokú intézményből érkezik.
Korábban a Washingtoni Egyetem adott otthont a 2010-ben megszűnt ResearchChannel tévécsatornának; a kutatási tematikájú műsorokban több egyetem, kutatóközpont és más szervezet is közreműködött.
Az Alan Michelson által 2002-ben létrehozott Pacific Coast Architecture Database a térség építészeiről, épületeiről és az ezekhez kapcsolódó szakirodalomról tárol információkat.
Az iDefense 2019-es jelentése szerint kínai hackerek legalább 2017 áprilisa óta támadnak a haditengerészet számára fejlesztő intézményeket. A támadássorozatban a Washingtoni Egyetem is érintett.

## Hallgatói élet
Az egyetemen jelentős az aktivizmus: 1948-ban (a mccarthyzmus kezdetén) diákok elérték, hogy három oktatót azok feltételezett kommunista kapcsolatai miatt menesszenek. A Disability Resources for Students a speciális szükségletű hallgatók segítésére létrejött osztály.
A hallgatók képviseletét az 1906. április 20-án alapított Associated Students of the University of Washington, valamint a Graduate and Professional Student Senate (a mester- és doktorhallgatók szenátusa) látja el.
2019-ben a campus bővítésére vonatkozó terveket tettek közzé.

## Sport

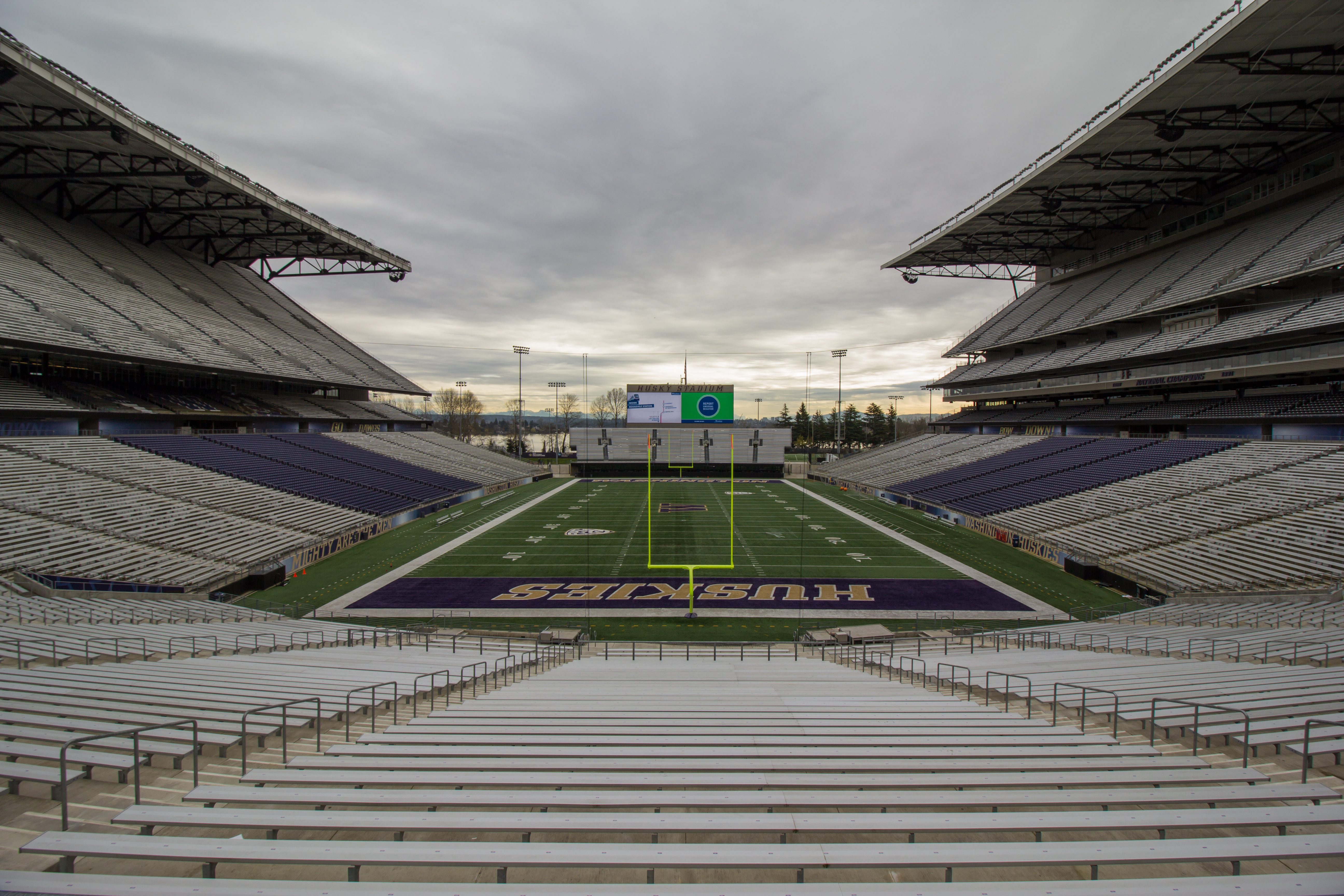
A Husky Stadion 2016-ban

Az egyetem sportcsapatait a Washington Huskies egyesület fogja össze, amelyet a Montlake Boulevardon való elhelyezkedése miatt „Mounlake”-nek is neveznek. Az egyesület a National Collegiate Athletic Association I-A divíziójának, valamint a Pac-12 Conference-nek is tagja.
Az amerikaifutball-csapat megnyerte az 1960-as és 1991-es nemzeti bajnokságokat, továbbá hét Rose Bowl- és egy Orange Bowl-győzelmet tudhatnak magukénak. A csapat 1907 és 1917 között 64 mérkőzésen át veretlen volt (ebből 60 győztes); ez az NCAA történetében rekordnak számít.
Az 1936-os nyári olimpián az egyetemi csapat nyolcas evezésben aranyérmet szerzett Olaszország és Németország ellen. 1958-ban legyőzték Leningrád csapatát, amely az USA első, a Szovjetunióban aratott sportgyőzelme volt; továbbá a hidegháború során az első alkalom, amikor orosz nézők felállva megtapsoltak egy amerikai csapatot. Az egyetem férfi evezősei 46 nemzeti címet nyertek, a nők pedig az 1997-es NCAA-bajnokságon arattak győzelmet.
Az egyetemnek korábban férfi és női úszócsapatai is voltak, azonban ezeket költségvetési megszorítások miatt 2009. május 1-jén megszüntették.

### Husky Stadion
A felújítást követően 2013-ban átadott stadion 2016-ban vasúti megállóhellyel egészült ki. Az U alakú sportlétesítmény úgy helyezkedik el, hogy a kora délutáni nap minél kevésbé vakítsa el a játékosokat. A lelátókon több mint hetvenezren foglalhatnak helyet.

### Kabala
Az egyetem kabalája alaszkaimalamut-alakot ölt; az amerikaifutball-csapat hagyományosan egy élő kutya (jelenleg Dubs II) társaságában lép pályára. A lila és arany színeket 1892-ben fogadták el; a választást George Byron The Destruction of Sennacherib című művének első versszaka ihlette.

## Nevezetes személyek
Az egyetem nevezetes hallgatói és dolgozói közé tartoznak:
- Andrew Harms, műsorvezető[104]
- Brandon Roy, kosárlabdázó[105]
- Bruce Lee, színész és harcművész[106]
- Chet Huntley, hírolvasó[107]
- Chris DeWolfe, a MySpace társalapítója[108]
- Dale Chihuly, üvegszobrász[109]
- Henry M. Jackson, szenátor[110]
- Hope Solo, labdarúgó[111]
- Irv Robbins, üzletember[112]
- Isaiah Thomas, kosárlabdázó[113]
- Ivan Taslimson, építész, filmvezető[114]
- Jamaszaki Minoru, építész[115]
- Jay Inslee, Washington állam 23. kormányzója[116]
- Jim L. Mora, amerikaifutball-edző[117]
- Joe Rantz, evezős[118]
- Joel McHale, színész és humorista[119]
- Kenny G, dzsesszzenész[120]
- Kim Thayil, a Soundgarden gitárosa[121]
- Kyle MacLachlan, színész[122]
- Linda Buck, biológus[123]
- Marilynne Robinson, író[124]
- Mark Arm, énekes[125]
- Matisse Thybulle, kosárlabdázó[126]
- Michael Phillip Anderson, űrhajós[127]
- Pappy Boyington, pilóta[128]
- Rainn Wilson, színész[129]
- Robert Osborne, színész[130]
- Sally Jewell, az USA 51. belügyminisztere[131]
- Susan Silver, zenei menedzser[132]
- Ted Bundy, sorozatgyilkos[133]
- Thomas Stephen Foley, az USA Képviselőházának egykori szóvivője[134]
- Warren Moon, amerikaifutball-játékos[135]

## Fordítás
- Ez a szócikk részben vagy egészben a University of Washington című angol Wikipédia-szócikk ezen változatának fordításán alapul.  Az eredeti cikk szerkesztőit annak laptörténete sorolja fel. Ez a jelzés csupán a megfogalmazás eredetét és a szerzői jogokat jelzi, nem szolgál a cikkben szereplő információk forrásmegjelöléseként.